# 中内町
中内町（なかうちまち）は、群馬県前橋市の地名。郵便番号は379-2133。2013年現在の面積は0.8km2。

## 地理
前橋市の南部、藤川と韮川の間に位置している。水田や畑と住宅が多くある。

## 歴史
江戸時代末期頃からある地名であり、前橋藩領だった。慶応年間に東善養寺村から分村した。

### 年表
- 1889年4月1日 町村制施行により、中内村は那波郡藤川村、飯塚村、上福島村、山王村、西善村、東善養寺村が合併し、那波郡上陽村となる。
- 1896年4月1日 郡合併に伴い、玉村町・芝根村・上陽村は佐波郡に所属する。
- 1957年8月1日 玉村町と上陽村とが合併し町名が玉村町となる。
- 1960年4月1日 玉村町の一部（西善、山王、中内、東善）と城南村の一部（駒形）は前橋市へ編入する。そのため前橋市中内町となる。

## 世帯数と人口
2017年（平成29年）8月31日現在の世帯数と人口は以下の通りである。
| 町丁   | 世帯数  | 人口  |
| ------ | ------- | ----- |
| 中内町 | 292世帯 | 869人 |

## 小・中学校の学区
市立小・中学校に通う場合、学区は以下の通りとなる。
| 番地 | 小学校             | 中学校             |
| ---- | ------------------ | ------------------ |
| 全域 | 前橋市立山王小学校 | 前橋市立第七中学校 |

## 交通

### 鉄道
鉄道駅はない。

### 道路
国道は通っておらず、県道は群馬県道27号高崎駒形線、群馬県道40号藤岡大胡線が通っている。

## 施設
- 中内町公民館